# Euchlanis callysta
Euchlanis callysta är en hjuldjursart som beskrevs av Myers 1930. Euchlanis callysta ingår i släktet Euchlanis och familjen Euchlanidae. Inga underarter finns listade i Catalogue of Life.